# Karl Tirén
Karl Tirén, född 23 juni 1869 i Oviken, död 1 september 1955 i Stockholm, var en svensk stationsinspektor, målare, sameforskare och fiolbyggare. Han var även verksam som jojksamlare. Karl Tirén var yngre bror till konstnären Johan Tirén.

## Biografi
Karl Tirén var son till  kyrkoherden Olof Tirén och Kristina Holm. Familjen bodde i Oviken i Jämtland. Han gifte sig 1903 med Ellen Hellström (f 1875) och fick i äktenskapet barnen Maria (f 1904), Gunnar Tirén ( f 1905),provinsialläkare. Dagny ( f 1907), Torne (f 1908) och Ejnar (f 1909).
Efter studentexamen avlade han 1893 telegrafassistentexamen. Tirén anställdes 1889 vid Statens Järnvägar och tjänstgjorde som stationsinspektor i Östersund 1889-1895, Sollefteå 1895-1896, Sundsvall 1896, Mellansel 1896-1900, Umeå 1900-1902, Örnsköldsvik 1903-1904, Umeå 1903-1904, Kiruna 1904-1907, Boden 1907-1912 och Bergvik 1912-1934.
I början av 1900-talet reste Karl Tirén runt i Lappland och Nordnorge för att dokumentera och uppsamla jojkar. Detta arbete tog många år i anspråk och sammanfattades i verket Die lappische Volksmusik (Acta Lapponica), utgiven av Hugo Gebers Förlag i Uppsala 1942. Genom dokumentationen av jojkar utförde Tirén en pionjärinsats i och med att han använde fonografen. Hans arbete har bidragit till att bevara en utdöende och uråldrig jojktradition till eftervärlden. Karl Tirén blev känd även som fiolbyggare och folkmusiker och blev associé i Musikaliska akademien 1926. 
Under tiden i Kiruna byggdes stugan Nuoljalid i Abisko, som kom att bli platsen för konstnärligt skapande och utgångspunkt för expeditioner. Tirén var gift första gången med Ellen Hellström och andra gången med Astrid Odstedt. Karl Tirén och hans båda hustrur ligger begravda på Nuoljas sluttning, vid Nuoljalid. 
Karl Tiréns omfattande arkiv fanns i Dialekt-, ortnamns- och folkminnesarkivet i Umeå, medan de flesta av Tiréns bevarade fonografinspelningar finns i Svenskt visarkiv, där en webbpresentation kring inspelningarna finns.
Jojksamlingen utsågs i april 2025 till världsminne av Unesco.

## Konstnärskapet

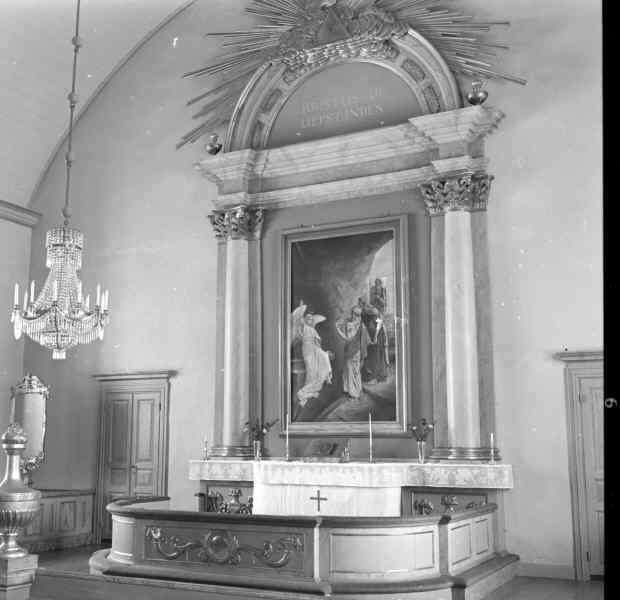
Altartalan i Sunne kyrka.

Tirén var en mångsidigt begåvad och temperamentsfull personlighet och utan någon egentlig specialutbildning blev han en framstående målare. Under ett flertal studieresor till England, Frankrike och Tyskland studerade han deras kultur, musik och konst. Han inspirerades av sin äldre bror konstnären Johan Tirén, vars konst fokuserades kring samekulturen. I likhet med sin bror målade Karl Tirén naturalistiska fjäll- och samemotiv samt enstaka porträtt. Han deltog inte gärna i utställningar men vid Parisutställningen 1900 var han representerad med en dioramamålning över den lappländska fjällvärlden som belönades med en grand prix. Han medverkade någon gång i en samlingsutställning i Stockholm och några gånger i Norrland, bland annat medverkade han i några av Sällskapet för jämtländsk konstkulturs utställningar i Östersund och jubileumsutställningen på Jämtlands läns museum 1942. Bland hans offentliga arbeten märks altartavlan Jesu samtal med den samaritiska kvinnan för Bräcke kyrka i Jämtland samt altartavlor till Krematoriet i Sundsvall och Sunne kyrka i Jämtland. Tirén är representerad vid bland annat Östersunds skolförvaltning och Jämtlands läns museum i Östersund. 

## Utmärkelser
- Hedersledamot av Norrlands nation 1926 [10]
- Litteris et Artibus 1929